# Кристобаль (тропический шторм, 2020)
Тропический шторм «Кристобаль» (англ. Tropical Storm Cristobal) – ранний третий названный шторм в Северном Атлантическом океане, побил рекорд, установленный тропическим штормом Колином в 2016 году, который сформировался 5 июня. 
Это также первый атлантический тропический шторм, образовавшийся в июне с момента Тропического шторма Брет в 2017 году, и первый июньский тропический Штома совершивший выход на берег в Мексике после тропического шторма Даниэль в 2016 году. Третья названа буря сезона ураганов в Атлантическом океане 2020 года, Кристобаль образовалась 1 июня над бухтой Кампече от остатков Тропического шторма Аманда в Тихом океане.

## Последствия
Большие размеры Кристобаля привели к тому, что это повлияло на большую часть Центральной Америки и Южной Мексики, а также побережья США и Среднего Запада. В сочетании с Амандой Кристобаль привел к почти недельных разрушительных осадков через Гватемалу, Сальвадор и южную Мексику. В мексиканском штате Юкатан были повреждены более 230 000 гектаров сельскохозяйственных культур, что привело к ущербу в 184 миллионов долларов США. Буря вызвала гибель нескольких человек в Мексике и Сальвадоре. Кристобаль также вызвал многочисленные смерчи вдоль побережья США и залива. Всего Кристобаль нанес ущерб на сумму 665 миллионов долларов США и унёс жизни 6 человек.